# 8 Pułk Piechoty Obrony Krajowej
8 Pułk Piechoty Obrony Krajowej Praga (niem. 8. Landwehrinfanterieregiment Prag) – pułk piechoty cesarsko-królewskiej Obrony Krajowej.

## Historia pułku
Pułk został utworzony 1 maja 1889 roku w Pradze.
Okręg uzupełnień Obrony Krajowej Praga, Beroun.
Kolory pułkowe: trawiasty (grasgrün), guziki srebrne z numerem pułku „8”.
W lipcu 1914 roku skład narodowościowy pułku: 95% - Czesi.
W latach 1903–1914 pułk stacjonował w Pradze i wchodził w skład 42 Brygady Piechoty Obrony Krajowej należącej do 21 Dywizji Piechoty Obrony Krajowej.
W czasie I wojny światowej pułk walczył z Rosjanami w grudniu 1915 roku w Galicji. Żołnierze pułku są pochowani m.in. na cmentarzu wojennym nr 6 w Krempnej.
W 1917 roku oddział został przemianowany na Pułk Strzelców Nr 8 (niem. Schützenregiment Nr 8).

## Komendanci pułku
- płk Seweryn Ritter von Jelita Żelawski (1891–1895 → komendant 62 Brygady Piechoty)
- płk Josef Gürtler (1903–1907)
- płk Josef Grimm (1908–1912)
- płk Albert Welley (1913–1914[1])